# Дзедзвнариани
Дзедзвнариани (груз. ძეძვნარიანი, азерб. Aragöl) — село Болнисского муниципалитета, края Квемо-Картли республики Грузия с 98 %-ным азербайджанским населением. Находится в юго-восточной части Грузии, на территории исторической области Борчалы.

## История
В результате археологических раскопков, проведенных в Дзедзвнариани в 2011 году, на территории села были найдены погребения эпохи поздней бронзы.

## Изменения топонима
В 1990—1991 годах, в результате изменения руководством Грузии исторических топонимов населённых пунктов этнических меньшинств в регионе, название села Арагель («азерб. Aragöl») было изменено на его нынешнее название — Дзедзвнариани.

## География
Село находится на левом берегу реки Геди, в 14 км от районного центра Болниси, на высоте 710 метров от уровня моря.
Граничит с селами Дзвели-Квеши, Квеши, Кианети, Джавшаниани, Ицриа, Акаурта, Сенеби, Тандзиа, Гета, Бектакари, Ципори, Чреши и Мушевани Болнисского Муниципалитета.

## Население
По данным Государственного статистического комитета Грузии, согласно официальной переписи 2002 года, численность населения села Дзедзвнариани составляет 779 человек и на 98 % состоит из азербайджанцев.

## Экономика
Население в основном занимается овцеводством, скотоводством и овощеводством.

## Достопримечательности
- Средняя школа[11]